# توماس كان
توماس كان (بالإنجليزية: Thomas Kane)‏ هو اقتصادي أمريكي، ولد في 5 سبتمبر 1961.